# Union Saint-Bruno Bordeaux
El Union Saint-Bruno Bordeaux es un club polideportivo francés con sede en la ciudad de Burdeos.
En el club se practican varias actividades: waterpolo, atletismo, escalada, yoga, natación,...

## Historia
La sección de waterpolo femenino es creada en 1985. Ha participado varias veces en la liga de campeones de waterpolo femenino. 

## Palmarés de waterpolo
- 1 vez campeón de la liga de Francia de waterpolo femenino (2002)